# 张增辉
张增辉，上海纽约大学、华东师范大学、纽约大学教授，华东师范大学-纽约大学计算化学联合研究中心（上海纽约大学）主任，曾入选国家杰青、长江学者和首批千人计划。

## 生平
1982年毕业于华东师范大学物理系，同年参加中美联合培养物理类研究生计划，师从Donald Kouri教授，1987年获休斯顿大学化学物理博士学位。1987年起在加州大学伯克利分校从事博士后研究，1990年起历任纽约大学助理教授、副教授、教授。2001年至2008年任南京大学理论与计算化学研究所所长。2009年入选千人计划，同年起任华东师范大学教授，上海纽约大学成立后兼任上海纽约大学教授。
曾获斯隆奖。
张东辉院士是他的博士生。